# Sharknado
Sharknado (mesmo título no Brasil e Portugal) é um telefilme com exibição original em 2013 e produzido pelo canal Syfy. É o primeiro filme da série de filmes Sharknado.

## Sinopse
O filme relata um desastre envolvendo um furacão que resulta em vários tornados e tubarões, que são arrancados do Oceano Pacífico e são depositados em Los Angeles.
Após a passagem de um furacão sobre o Oceano Pacífico, que acaba levando milhares de tubarões consigo, a tempestade chega à costa da Califórnia, causando uma imensa destruição, primordialmente pela tempestade, mas, mais tarde, pelos tubarões, que haviam sido arrastados do oceano e que se encontram a cair do céu e a comer tudo e todos que vêem pela frente. Somente resta aos personagens fugir e se proteger, até que eles tem a ideia de lançar bombas de um helicóptero sobre os tornados de tubarões para que parem. A missão fica a cargo de Nova (Cassie Scerbo) e Matt (Chuck Hittinger), que conseguem destruir dois tornados de tubarões, até que Nova, ao tentar lançar uma última bomba, falha e um tubarão fica preso ao helicóptero. Nova consegue derrubar o tubarão, mas acaba por cair do helicóptero e é devorada por um tubarão. O helicóptero então sofre uma pane e começa a cair. Após a queda, Finley (Ian Ziering), toma o controle da situação, pega no carro com as bombas, segue em direção ao último tornado, acionando as bombas, e salta do carro no último momento, que explode o tornado e os tubarões que estavam nele. Começa, então, uma chuva de tubarões e Finley vê que a sua filha está na mira de um tubarão. Desviando-a, Finley entra no tubarão com uma motosserra e parte a barriga do tubarão, saindo de dentro dela e, inacreditavelmente, retirando Nova, que todos acreditavam estar morta dentro da barriga de um tubarão. Por fim, Matt a reanima.

## Elenco
- Tara Reid como April
- Ian Ziering como Finley
- John Heard como George
- Cassie Scerbo como Nova
- Jaason Simmons como Baz
- Chuck Hittinger como Matt Shepherd
- Aubrey Peeples como Claudia

## Sequência
O canal Syfy fez uma sequência em 2014, Sharknado 2: The Second One, ambientado na cidade de Nova Iorque.